# Великояромирська сільська рада
Великояроми́рська сільська́ ра́да — адміністративно-територіальна одиниця та орган місцевого самоврядування в Городоцькому районі Хмельницької області. Адміністративний центр — село Велика Яромирка.

## Загальні відомості
Великояромирська сільська рада утворена в 1920 році.
- Територія ради: 34,19 км²
- Населення ради: 2 155 осіб (станом на 2001 рік)
- Територією ради протікає річка Яромирка

## Населені пункти
Сільській раді були підпорядковані населені пункти:
- с. Велика Яромирка
- с. Завадинці
- с. Мала Яромирка

## Склад ради
Рада складалася з 18 депутатів та голови.
- Голова ради: Терещук Йосип Олександрович
- Секретар ради: Федораш Романія Станіславівна

### Керівний склад попередніх скликань
| Прізвище, ім'я, по батькові | Основні відомості                                                 | Дата обрання | Дата звільнення |
| --------------------------- | ----------------------------------------------------------------- | ------------ | --------------- |
| Терещук Йосип Олександрович | Сільський голова, 1959 року народження, освіта вища               | 26.03.2006   | 31.10.2010      |
| Терещук Йосип Олександрович | Сільський голова, 1959 року народження, освіта вища, безпартійний | 31.10.2010   |                 |

Примітка: таблиця складена за даними сайту Верховної Ради України

### Депутати
За результатами місцевих виборів 2010 року депутатами ради стали:

#### За суб'єктами висування
| Суб'єкт висування                      | Кількість обраних депутатів | %    |
| -------------------------------------- | --------------------------- | ---- |
| Партія регіонів                        | 8                           | 44,4 |
| Самовисування                          | 5                           | 27,8 |
| Партія Християнсько-Демократичний Союз | 3                           | 16,7 |
| Народна партія                         | 2                           | 11,1 |

#### За округами
| № округу                               | Прізвище, ім'я, по батькові       | Дата визнання обраним | Освіта             | Партійна приналежність                      | Відомості про обраного депутата                             |
| -------------------------------------- | --------------------------------- | --------------------- | ------------------ | ------------------------------------------- | ----------------------------------------------------------- |
| Народна Партія                         |                                   |                       |                    |                                             |                                                             |
| 3                                      | Доміна Лідія Василівна            | 03.11.2010            | вища               | позапартійна                                | Великояромирський дошкільний навчальний заклад, вихователь  |
| 15                                     | Похилий Микола Анатолійович       | 03.11.2010            | середня спеціальна | член Народної партії                        | пенсіонер                                                   |
| Партія регіонів                        |                                   |                       |                    |                                             |                                                             |
| 1                                      | Савчук Жанна Едуардівна           | 03.11.2010            | середня спеціальна | позапартійна                                | Хмельницька організація Червоного Хреста, медсестра         |
| 4                                      | Куфльовська Ірина Володимирівна   | 03.11.2010            | середня            | позапартійна                                | тимчасово не працює                                         |
| 7                                      | Джуглій Степан Петрович           | 03.11.2010            | середня            | позапартійний                               | Великояромирська загальноосвітня школа, оператор котельні   |
| 8                                      | Дембіцька Людмила Євгеніївна      | 03.11.2010            | вища               | позапартійна                                | Великояромирська загальноосвітня школа, заступник директора |
| 9                                      | Корнацький Олександр Анатолійович | 03.11.2010            | середня            | член Партії регіонів                        | тимчасово не працює                                         |
| 12                                     | Боднарчук Василь Вікторович       | 03.11.2010            | середня спеціальна | позапартійний                               | тимчасово не працює                                         |
| 13                                     | Мазур Аліна Анатоліївна           | 03.11.2010            | середня спеціальна | позапартійна                                | Завадинецька загальноосвітня школа, вчитель                 |
| 16                                     | Колесник Іванна Опанасівна        | 03.11.2010            | вища               | позапартійна                                | тимчасово не працює                                         |
| Партія Християнсько-Демократичний Союз |                                   |                       |                    |                                             |                                                             |
| 5                                      | Шароварський Віктор Васильович    | 03.11.2010            | середня спеціальна | член Партії Християнсько-Демократичний Союз | пенсіонер                                                   |
| 11                                     | Довгань Лариса Анютурівна         | 03.11.2010            | вища               | член Партії Християнсько-Демократичний Союз | Завадинецький дошкільний навчальний заклад, вихователь      |
| 14                                     | Федораш Романія Станіславівна     | 03.11.2010            | середня спеціальна | член Партії Християнсько-Демократичний Союз | Великояромирська сільська рада, секретар                    |
| Самовисування                          |                                   |                       |                    |                                             |                                                             |
| 2                                      | Терещук Ганна Василівна           | 03.11.2010            | вища               | позапартійна                                | Великояромирський дошкільний навчальний заклад, завідувачка |
| 6                                      | Піонтковський Володимир Євгенович | 03.11.2010            | середня спеціальна | позапартійний                               | тимчасово не працює                                         |
| 10                                     | Терещук Віталій Олександрович     | 03.11.2010            | вища               | позапартійний                               | фермерське господарство «Джерело», голова                   |
| 17                                     | Дацько Анжела Василівна           | 03.11.2010            | середня спеціальна | позапартійна                                | Завадинецький сільський клуб, завідувачка                   |
| 18                                     | Дмитрук Леся Віталіївна           | 03.11.2010            | вища               | позапартійна                                | тимчасово не працює                                         |